# Wollberg
Der Wollberg ist ein 649,9 m ü. NHN hoher Berg an der Grenze zwischen Sauerland und Siegerland im Rothaargebirge.
Der Wollberg liegt zwischen den Erhebungen Buchenhain im Südwesten und Riemen im Nordosten. 
Zudem befindet er sich auf dem Wasserscheidepunkt zwischen Sieg (im Südwesten), Ruhr (im Norden) und Eder (im Nordosten und Osten).